# Silvia Ruffiniová

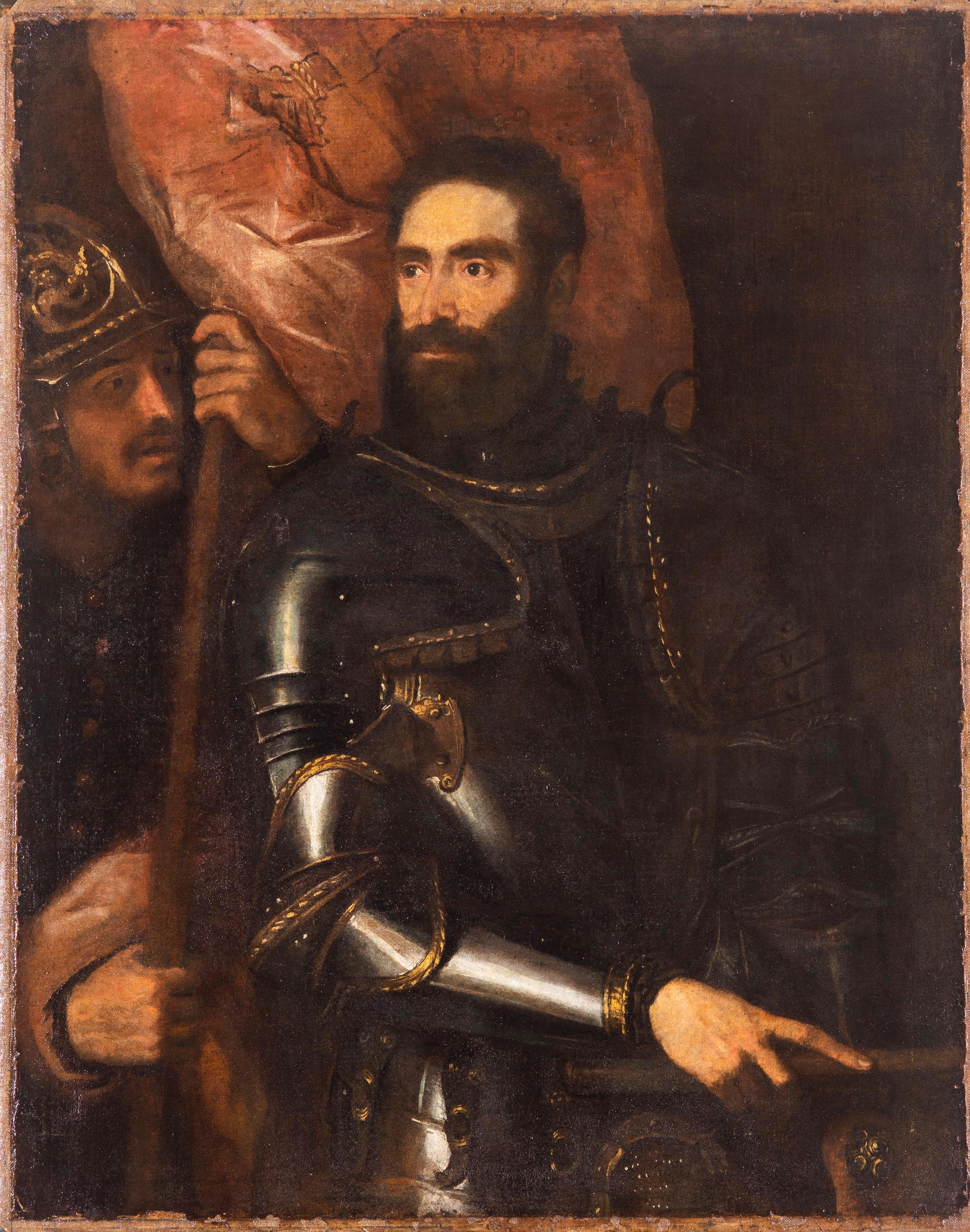
Pier Luigi Farnese od Tiziana

Silvia Ruffiniová (1475 – 6. prosince 1561, Řím) byla italská šlechtična a milenka kardinála Alessandra Farnese předtím, než se stal papežem (od roku 1534 papež Pavel III.); byla matkou jeho čtyř dětí.

## Životopis
Byla dcerou Rufina Ruffiniho a Giulie (příjmení neznámé), kteří žili v paláci v římské části Colonna. Měla čtyři bratry, Giacoma, Girolama, Ascania a Maria a dvě sestry, Camillu a Ippolitu.
Někdy kolem roku 1496 se provdala za římského obchodníka jménem Giovanni Battista Crispo, se kterým měla tři syny: Sallustia, Virgilia a kardinála Tiberia Crispa. Její manžel zemřel v roce 1501; v té době již mohla být v romantickém vztahu s kardinálem Farnesem.
Alessandru Farnesovi ji představila jeho sestra Giulia (milenka papeže Alexandra VI.). Jejich první dcera, Costanza, se pravděpodobně narodila již v roce 1500. Ruffiniová měla s kardinálem další tři děti; některé z nich se mohly narodit ještě za života jejího manžela. Jmenovaly se Pier Luigi, Paolo a Ranuccio.
Když se Alessandro stal parmským biskupem požádal ho Bartolomeo Guidiccioni, aby ukončil svůj vztah s Ruffiniovou. Jako papež držel Pavel III. její identitu v tajnosti, protože se obával negativní publicity, která sužovala jeho sestru Giulii. Baldassarre Molosso, básník a opatrovník dětí páru, naznačuje, že ji Pavel III. držel ve městě Bolsena, vesnici vlastněné jejím synem, kde měl Pavel III. vilu. Nedaleko žila také její sestra Camilla.
Ruffiniová zemřela v úterý 5. prosince 1561 v Římě ve věku asi 86 let a byla pohřbena v rodinné kryptě.

## Potomci
S Giovannim Battistou Crispem měla tři děti:
- Tiberio Crispo, který se později stal kardinálem
- Sallustio Crispo
- Virgilio Crispo

S Alessandrem Farnesem (později papež Pavel III.) měla čtyři děti:
- Costanza Farneseová (1500-1545), která se provdala za Bosia II. Sforzu ze Santa Fiory, 9. hraběte ze Santa Fiory
- Pier Luigi Farnese (1503-1547), vévoda z Parmy
- Paolo Farnese (1504-1512)
- Ranuccio Farnese (1509-1529)

## Zobrazení
Silviu ztvárnila v televizním seriálu Borgia Laura Fedorowyczová.